# Анна Діамантопулу
Анна Діамантопулу (грец. Άννα Διαμαντοπούλου, 26 лютого 1959, Козані, Західна Македонія) — грецький політик, колишній міністр освіти і релігії Греції (2009–2012), міністр міністр економіки та конкурентоспроможності Греції.

## Біографічні відомості
Анна Діамантопулу народилася в Козані 1959 року. Дипломований інженер-будівельник, закінчила Університет Аристотеля в Салоніках, закінчила аспірантуру з регіональному розвитку. Певний час була президентом студентської Школи цивільного будівництва. Одружена і має одного сина.

## Політична кар'єра
Членом ПАСОК стала ще 1976 року і членом ΠΑΣΠ в 1977 році. В період 1977–1980 років стала членом Руху демократичних жінок і 1980 року — Союзу жінок Греції (грец. Ενωσης Γυναικών Ελλάδας). Була обрана номархом Касторії, обіймала цю посаду з 1985 по 1987 рік. Згодом призначена генеральним секретарем у справах освіти дорослих (1987–1988) і генеральним секретарем у справах молоді (1988–1989).
У вересні 1990 року на 2-му конгресі ПАСОК вперше обрана членом Центрального Комітету партії. В період 1992–1993 років була членом Форуму зі співробітництва балканських народів і членом Міжнародної мережі жінок на захист переслідуваних жінок у політичному світі. З 1993 до жовтня 1994 року, коли була призначена генеральним секретарем міністерства промисловості, очолювала Грецьку організацію малих та середніх підприємств та ремісництва ( Ελληνικός Οργανισμός Μικρών-Μεσαίων Επιχειρήσεων και Χειροτεχνίας, ΕΟΜΜΕΧ).
У вересні 1996 року за прем'єр-міністра Костаса Симітіс призначена секретарем з питань розвитку і вперше обрана депутатом Грецького парламенту від Козані за списками партії ПАСОК. 23 червня 1999 року стала комісаром Греції в Європейському союзі. 9 липня того самого року обрана президентом Європейської Комісії Романо Проді, отримала портфель з питань зайнятості та соціальних питань.
У листопаді 1999 року повторно обрана віце-президентом Соціалістичного інтернаціоналу жінок. У березні 2005 року знову обрана до Політичної ради ПАСОК і переобрана у грудні 2006 року. Після приходу до влади ПАСОК 7 жовтня 2009 року призначена міністром освіти і релігії Греції. В уряді широкої коаліції на чолі із Лукасом Пападімосом 7 березня 2012 року призначена міністром економіки та конкурентоспроможності Греції.